# Caserne Barbot

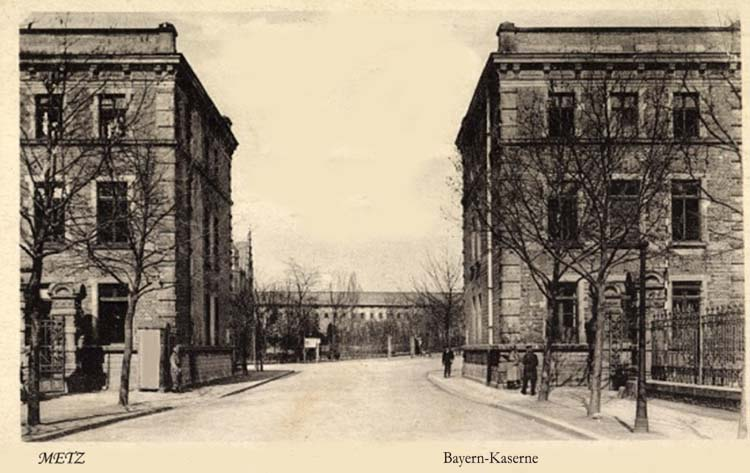
Nanziger Straße nach Norden, rechts die Bayern-Kaserne, dann Caserne Barbot – links die Prinz Friedrich Karl-Kaserne

Die Caserne Barbot (ursprünglich: Bayern Kaserne) ist eine ehemalige Infanterie-Kaserne in Metz. Erbaut wurde sie durch das Deutsche Reich während der Zeit, als Elsaß-Lothringen zu Deutschland gehörte.
Diese Anlage in ihrer Gesamtheit wurde auch als Prinz Friedrich Karl-Kaserne bezeichnet. Die Bayern-Kaserne bildete den östlichen Teil des Komplexes, der durch die Nanziger Straße (in diesem Bereich heute Avenue de Lattre de Tassigny) getrennt wurde.

## Historisches
Militärisch gesehen, war Metz für das Deutsche Reich ein äußerst wichtiger strategischer Punkt, den es nach dem Erwerb zu sichern galt. Die Militärbehörden gingen daher unverzüglich, nachdem Elsaß-Lothringen an Deutschland gefallen war, daran, die Stadt militärisch aufzuwerten. Es wurden große Anstrengungen unternommen, um, neben den Festungswerken, neue Kasernen zu bauen und somit die Garnison zu vergrößern. Die Stärke der ständig hier stationierten Truppen lag zwischen 15.000 und 20.000 Mann aller Waffengattungen, um dann vor Beginn des Ersten Weltkrieges schließlich auf 25.000 Mann anzuwachsen. Kaiser Wilhelm II. sagte bei einem Besuch anlässlich einer Besichtigung der Bauarbeiten in der Stadt und an den Gürtelforts: 

„Metz und sein Armeekorps stellen einen Stützpfeiler für das preußische Militär in Deutschland dar, dazu bestimmt den Frieden in Deutschland und auch in Europa sicherzustellen.“

## Bau und Lage
Die Gebäude wurden in den Jahren von 1890 bis 1893 errichtet, um Truppen des neu aufgestellten XVI. Armeekorps aufzunehmen. Es befindet sich heute im Areal zwischen der Avenue de Lattre-de-Tassigny, der Avenue Joffre, dem Place du Roi-George und der Rue Wilson.

## Nutzung
Nach der Fertigstellung zog das kgl. bay. 4. Infanterieregiment dauerhaft hier ein. Im Jahre 1919 wurde dann die „Bayern Kaserne“ von der französischen Armee übernommen und zu Ehren von General Ernest Jacques Barbot in „Caserne Barbot“ umbenannt. 1933 wurde das 146e régiment d’infanterie de ligne hier stationiert. Während des Zweiten Weltkrieges nutzte die deutsche Wehrmacht die Kaserne als Lazarett. Danach fand dann eine militärische Verwendung nicht mehr statt. Im Oktober 1949 übernahm die nationale Schulbehörde das Gebäude und installierte darin einen Teil des Lycée Fabert. Heute ist es als Collège Barbot Teil des Lycée Georges de la Tour der Académie de Nancy-Metz.